# Ituri
Pour les articles homonymes, voir Ituri (homonymie).
L'Ituri est une province de la république démocratique du Congo, créé en 2015 à la suite de l'éclatement de la Province orientale, dont elle était un des districts. L’ituri est situé sur le versant occidental du lac Albert, et possède des frontières avec l’Ouganda et le Soudan du Sud. D'une superficie de 65 658 km2, la province de l’Ituri est découpée en cinq territoires administratifs : Aru (6 740 km2), Djugu (8 184 km2), Mambasa (36 783 km2) et Irumu (8 730 km2), territoire où se trouve le chef-lieu de la  la province, Bunia.

## Faune et flore

### Forêt de l'Ituri
La forêt équatoriale de l'Ituri (ou de l'Aruwimi) se trouve en Ituri, au nord-est de la république démocratique du Congo. La forêt de l'Ituri occupe une superficie d'environ  63 000 kilomètres carrés, et se situe entre 0° et 3°N et 27° et 30° E. L'altitude la forêt est étalée de 700 m à 1 000 m. La température moyenne est de 31 °C (88 °F) et l'humidité moyenne de 85 % (Wilkie 1987). Environ 20 % de la  forêt équatoriale est constituée de la Réserve de faune à okapis, inscrite sur la liste du patrimoine mondial UNESCO. La forêt héberge également les pygmées Mbuti, un des nombreux peuples de chasseurs-cueilleurs vivant dans la forêt du bassin du Congo, caractérisés par leur petite taille (en moyenne moins d'un mètre cinquante). Ils furent l'objet d'une étude de Colin Turnbull, The Forest People, en 1962.
La forêt de l'Ituri fut traversée pour la première fois par un Européen en 1887, Henry Morton Stanley, au cours de l'expédition de secours à Emin Pasha.

## Histoire
L’Ituri est en proie à un conflit interethnique depuis 1999 qui a fait plus de 50 000 morts et 500 000 déplacés. Parmi les organisations rebelles, on peut citer l’Union des patriotes congolais, les généraux rebelles Nkundabatware et Mutebesi du Rassemblement congolais pour la démocratie (RCD) et les Forces armées du peuple congolais.
En 2003, l'ONG Human Rights Watch décrit l'Ituri comme « le coin le plus sanglant du Congo ». C'est dans ce contexte que survient la campagne militaire « Effacer le tableau », au cours de laquelle de nombreuses atrocités sont commises contre les civils d'après la Mission des Nations unies en RDC (MONUC).
L'Ituri a été le cadre de l'opération militaire d'interposition de l'Union européenne, menée dans le cadre de la Politique de sécurité et de défense commune (PESD), baptisée « Opération Artémis », de juin à septembre 2003.
Depuis mai 2021, la province est sous état de siège et le gouverneur de la province est un gouverneur militaire, le lieutenant-général Johnny Luboya Nkashama.
À partir de fin 2022, l'Ituri rebascule dans une ère de violence. Entre décembre 2022 et avril 2023, près de 500 civils sont tués dans la région.

## Gouvernement
Le tout premier gouverneur de la province de l'Ituri est Jefferson Abdallah Pene Mbaka, membre du Parti du peuple pour la reconstruction et la démocratie (PPRD) du Président Joseph Kabila. Il est élu gouverneur par les députés provinciaux le 26 mars 2016, devant Jean Bamanisa Saïdi.
Pene Mbaka est destitué en décembre 2018. Jean Bamanisa Saïdi, candidat indépendant est élu le 10 avril 2019 avec 24 voix. Il devance Samuel Adubango Awotho, candidat du Front commun pour le Congo (FCC), qui n'obtient que 9 voix et Jean Bosco Lalo, président de la société civile de l'Ituri, quant à lui récolte 3 voix.
Jean Bamanisa est déchu de son mandat le 13 avril 2021 par une motion de censure à l’Assemblée provinciale de l’Ituri. Sur les 41 députés provinciaux présents, 33 ont voté pour la motion et 8 contre.
Le troisième et actuel gouverneur de l'Ituri est un gouverneur militaire, en place depuis que l'état de siège est décrété par le Président de la République Félix Tshisekedi. Le lieutenant-général Johnny Luboya Nkashama est le gouverneur secondé d'abord par Le commissaire principal Benjamin Alonga Boni alors vice Gouverneur policier de la province. Johnny Luboya Nkashama exerce ses fonctions depuis mai 2021.

## Géographie
La province de l'Ituri est située au nord-est du pays, elle est limitrophe de trois provinces de la république démocratique du Congo: le Nord-Kivu, la Tshopo et le Haut-Uélé, de deux régions ougandaises et d'une province sud-soudanaise.
|        | Haut-Uele | Équatoria-Central |
| Tshopo | Ituri     | Nord (Ouganda)    |
|        | Nord-Kivu | Ouest (Ouganda)   |

La province de l'Ituri a une superficie de 65 688 km2.
L’Ituri est une région de haut plateau (800-2000 mètres) qui possède une grande forêt tropicale mais aussi des paysages de savane. La province possède une faune rare (Okapi...). Pour ce qui est de la flore, on y trouve des arbres Mangungu, avec les feuilles desquels les pygmées Mbuti construisent leurs maisons.
La végétation de l'Ituri est composée de :
- forêts denses ;
- forêts secondaires ;
- galeries forestières ;
- savanes boisées ;
- prairies.

## Politique et administration
La province est divisée en une ville et cinq territoires,:

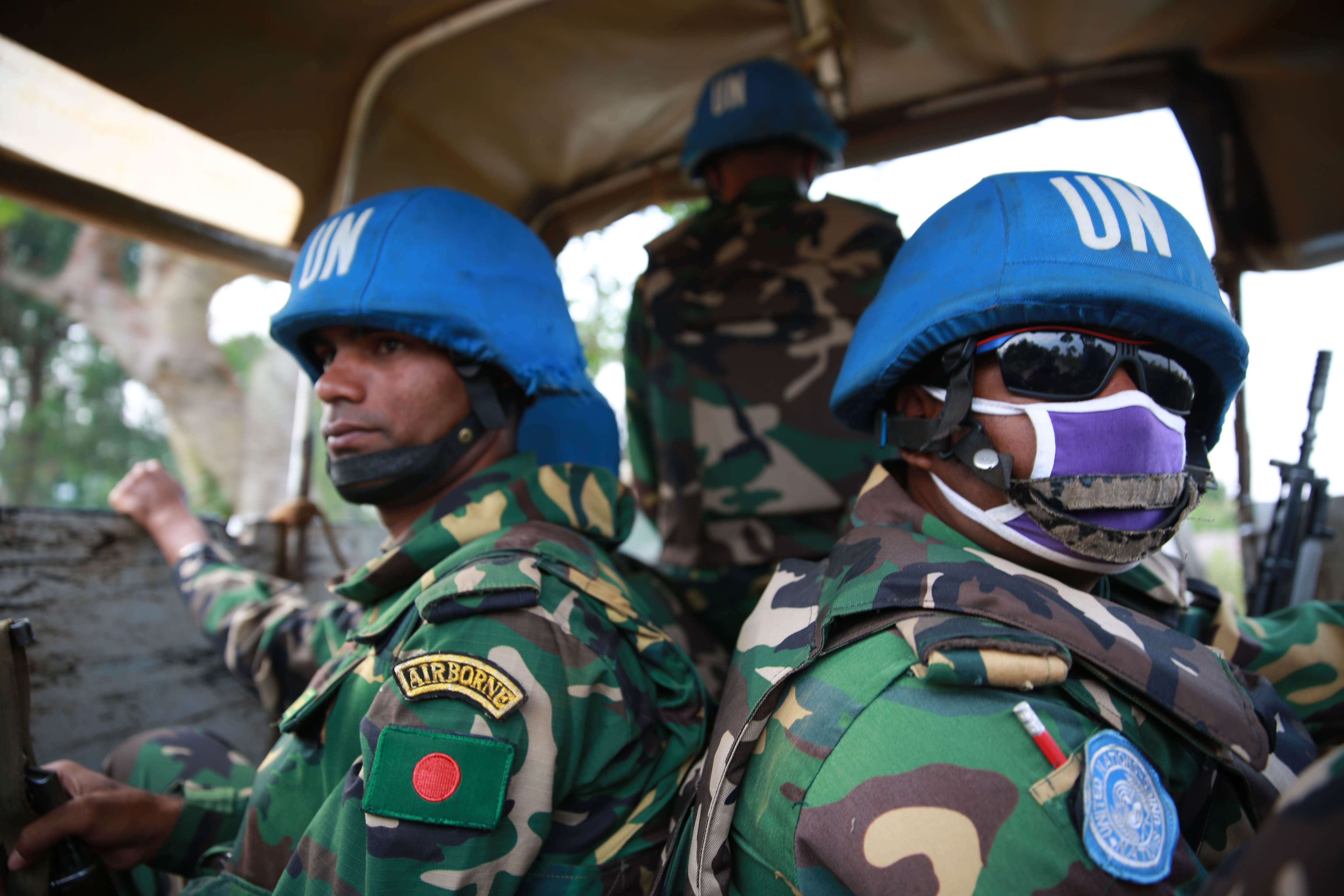
Une patrouille terrestre du bataillon bangladais de la MONUSCO.

|          | Province de l'Ituri   | Province de l'Ituri | Province de l'Ituri | Province de l'Ituri |
| Code INS | Subdivision           | Chef-lieu           | Superficie (km²)    | Population          |
| -------- | --------------------- | ------------------- | ------------------- | ------------------- |
|          | Ville de Bunia        | Bunia               | 58                  | 366 126             |
| 5051     | Territoire d'Irumu    | Irumu               | 8 730               |                     |
| 5052     | Territoire de Mambasa | Mambasa             | 36 783              |                     |
| 5053     | Territoire de Djugu   | Djugu               | 8 184               |                     |
| 5054     | Territoire de Mahagi  | Mahagi              | 8 184               | 1 885 000           |
| 5055     | Territoire d'Aru      | Aru                 | 6 740               | 1 623 987           |

## Sport
L'Ituri comporte trois stades modernes : le stade de Kindia (dans la ville de Bunia), le stade Amani (dans le quartier Sukisa à Bunia) et le stade Tata Mirindi de Mambasa.  
Les équipes sportives les plus notables sont :
- Football Club Mont Bleu ;
- AS star[15] (de quartier bigo) ;
- Fc Celtic[16].

## Économie
La province de l’Ituri est riche en ressources minières notamment en or, avec la mine de Kilo-Moto. La province a un sol fertile qui favorise l'agriculture, avec une population pasteur dans l'élevage de plusieurs animaux dont le gros et petits bétails pour subvenir aux besoins de la province.
Sur le plan économique, le territoire d'Aru est fortement agropastorale avec une agriculture destinée avant tout à l'autoconsommation et une faible pare des récoltes est destinée au marché local. Le manioc, le maïs, le haricot, les arachides, le sorgho et le riz constituent les principaux produits de base. De nombreux agrumes sont aussi produits et essentiellement exportés vers l'Ouganda voisin (industries agroalimentaires). Le commerce y est bien développé du fait des frontières avec l'Ouganda et le Soudan du Sud. Le pet commerce est pratiqué pour couvrir certains besoins primaires. Dans le territoire de Djugu, Les populations se donnent à l'agriculture et à l'élevage de gros et pet bétail et des oiseaux de bassecour. Les populations riveraines du lac Albert pratiquent la pêche. Les populations des régions occidentales forestières pratiquent les activités aurifères tandis que les pygmées s'occupent de la chasse et de la cueillette. L'activité économique dans le territoire d'Irumu est tenue en général par les commerçants de gros et de détail qui sont également de grands cultivateurs. Les PME sont très peu développées en dehors de la faible production rudimentaire d'huile de palme par les ménages. Dans le territoire de Mahagi, l'agriculture est vivrière et d'autres cultures sont exportées en Ouganda comme le café, le coton, le tabac. La pêche pratiquée de manière rudimentaire reste une des activités principales de la population. L'élevage domestique se pratique essentiellement de façon non structurée. Le territoire de Mambasa compte deux grandes sociétés minières (LONCOR et KILO-GOLD). En dehors de ces dernières, les activités minières sont pratiquées par des jeunes sans emplois qui se donnent à l'exploitation artisanale des matières précieuses (or, diamant), du bois, au commerce ambulant et aux travaux champêtres pour survivre ; ils font des pets commerces.

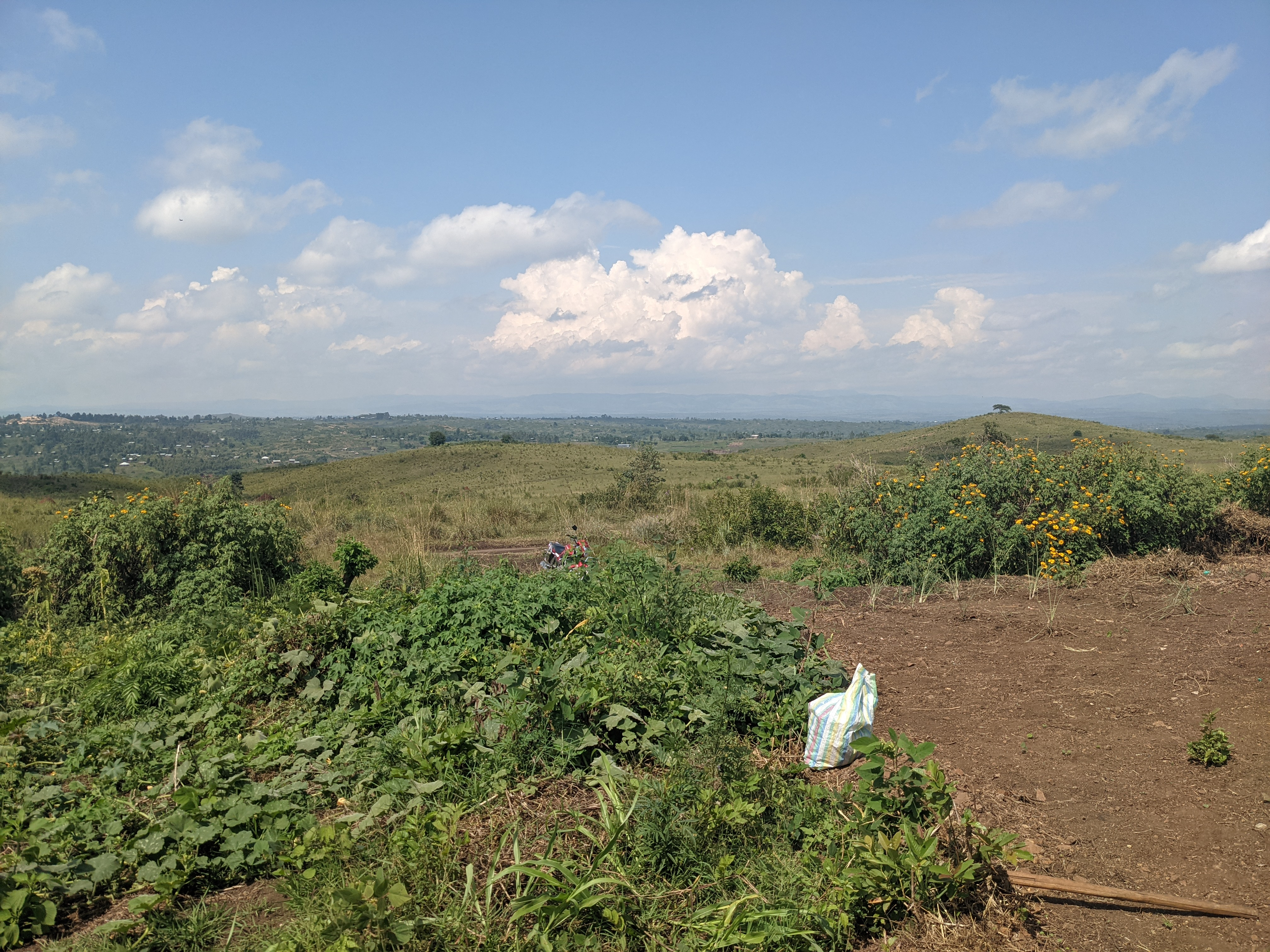
Site de démobilisation Diango dans la province de l'Ituri